# العلاج البكتيري
العلاج البكتيري هو علاج يستخدم للبكتيريا لعلاج الأمراض. العلاجات البكتيرية هي أدوية حية ، وقد تكون بكتيريا من النوع البري (غالبًا على شكل بروبيوتيك ) أو بكتيريا التي تمت هندستها وراثيا لمعالجة الخصائص التي يتم حقنها في المريض. الأمثلة الأخرى للأدوية حية تشمل العلاجات الخلوية (بما في ذلك العلاج المناعي ) وعلاجات الملتهمة .

## تطوير العلاجات البكتيرية
يعد تطوير العلاجات البكتيرية مجال بحث نشط للغاية في مجالات البيولوجيا التركيبية وعلم الأحياء الدقيقة.في الوقت الحالي ، هناك تركيز كبير على: تحديد البكتيريا التي تنتج تأثيرات علاجية بشكل طبيعي (على سبيل المثال ، بكتيريا بروبيوتيك) ، و 2) برمجة البكتيريا وراثيًا لإنتاج تأثيرات علاجية.

## التطبيقات

### علاج السرطان

رسم تخطيطي لاستراتيجيات البكتيريا العلاجية ضد أورام نقص التأكسج

بعد الإدارة الجهاز ، يتم توطين البكتيريا في البيئة المكروية للورم. التفاعلات بين البكتيريا والخلايا السرطانية والبيئة المكروية المحيطة بها تسبب تغييرات مختلفة في الخلايا المناعية المتسللة إلى الورم ، والسيتوكينات ، والكيموكينات ، مما يسهل أيضًا انحدار الورم. يمكن للسموم البكتيرية من سلمونيلات التيفيموريوم و الليستيريا و كلوستريديوم أن تقتل الخلايا السرطانية مباشرة عن طريق إحداث موت الخلايا المبرمج أو الالتهام الذاتي. يمكن للسموم التي يتم توصيلها عن طريق السالمونيلا تنظيم كونيكسين 43 (Cx43) ، مما يؤدي إلى تقاطعات فجوة تسببها البكتيريا بين الورم والخلايا الجذعية ، التي تسمح بعرض مستضدات الورم على الخلايا الجذعية. ② عند التعرض لمستضدات الورم والتفاعل مع المكونات البكتيرية ، تفرز الخلايا الجذعية كميات قوية من المحفز للالتهابات سيتوكين ، والذي ينشط لاحقًا خلايا مجموعة التمايز 8+ الخلايا التائية. ③ يتم تعزيز الاستجابة المضادة للورم لخلايا مجموعة التمايز 8+ الخلايا التائية المنشطة بواسطة فلاجيلين البكتيري (وحدة فرعية بروتينية في السوط البكتيري) عبر تنشيط مستقبلات تشبه الرقم 5. تقتل بروتينات البيرفورين و غرانزيم التي تفرزها خلايا مجموعة التمايز 8+ الخلايا التائية المنشطة بكفاءة الخلايا السرطانية في الأورام الأولية والنقيلة. ④ تقلل إشارات فلاجيلين و مستقبلات تشبه الرقم 5 أيضًا من وفرة الخلايا التائية التنظيمية مجموعة التمايز 25 + مجموعة التمايز 4 ، مما يؤدي لاحقًا إلى تحسين الاستجابة المضادة للورم لخلايا مجموعة التمايز 8 + الخلايا التائية المنشطة. ⑤ سلمونيلات التيفيموريوم فلاجيلين يحفز الخلايا القاتلة الطبيعية لإنتاج إنتَرْفيرونُ ، وهو سيتوكين مهم لكل من المناعة الفطرية والتكيفية. ⑥ تتحول الخلايا الكابتة المشتقة من النخاع الشوكي المصابة بالليستريا إلى نمط ظاهري محفز للمناعة يتميز بزيادة إنتاج 1 لتر 12 ، مما يعزز استجابات خلايا مجموعة التمايز 8+ الخلايا التائية و القاتل الطبيعي. ⑦ يمكن لكل من عدوى سلمونيلات التيفيموريوم و كلوستريديوم أن تحفز تراكم العدلات بشكل كبير. إن زيادة إفراز ليجند و عامل نخر الورم المرتبط بموت الخلايا المبرمج (عامل نخر الورم المرتبط بالاستماتة يحفز يجند) بواسطة العدلات يعزز الاستجابة المناعية ويقتل الخلايا السرطانية عن طريق إحداث موت الخلايا المبرمج. ⑧ يتم تنشيط جسيم البلاعم الملتهب من خلال ملامسة المكونات البكتيرية (LPS و فلاجيلين) والخلايا السرطانية المتضررة من السالمونيلا ، مما يؤدي إلى زيادة إفراز أل - 1 بيتا و عامل نخر الورم في البيئة الدقيقة للورم. خلية NK: خلية قاتلة طبيعية. خلية تريجية: خلية تائية تنظيمية. MDSCs: الخلايا الكابتة المشتقة من النخاع الشوكي. مستقبل P2X7: مستقبلات بيورينوسبتور 7 خارج الخلية الأدينوسين ثلاثي الفوسفات. LPS: عديد السكاريد الدهني

البكتيريا المسببه السرطان وعلاجه

هناك اهتمام كبير باستخدام البكتيريا كعلاج لعلاج الأورام. على وجه الخصوص ، تعد البكتيريا الموجهة للورم التي تنمو في البيئات قليلة التأكسج جذابة بشكل خاص لهذا الغرض ، لأنها تميل إلى الهجرة و الغزو(من خلال الأوعية الدموية المتسربة في البيئة الدقيقة والورام) واستعمار الأورام. تميل هذه الخاصية إلى زيادة وقت بقائهم في الورم ، مما يمنحهم وقتًا أطول لممارسة آثارهم العلاجية ، على عكس البكتيريا الأخرى التي يمكن أن يتخلص منها الجهاز المناعي بسرعة.

### هندسة الميكروبيوم
هناك اهتمام كبير باستخدام العلاجات البكتيرية لتغيير الجراثيم المعوية البشرية ، والتي من شأنها أن تكون مفيدة في علاج أمراض مثل فرط نمو البكتيريا المعوية الدقيقة وأشكال أخرى من دسباقتريوز .